# Brettachgau
Der Brettachgau war eine mittelalterliche Gaugrafschaft, die das Gebiet des Kocherzuflusses Brettach im Norden des heutigen Baden-Württembergs umfasste. Orte im Gau waren u. a. Baumerlenbach, Beutingen (heute zu Langenbrettach), Helmbund (auf dem heutigen Gebiet von Neuenstadt am Kocher), Möglingen und Wächlingen (heute Ohrnberg). Im Brettachgau war eine Grafenfamilie ansässig.